# ساوینیونه
ساوینیونه (به ایتالیایی: Savignone) یک کومونه در ایتالیا است که در استان جنوا واقع شده‌است. ساوینیونه ۲۱٫۸ کیلومتر مربع مساحت و ۳٬۲۲۵ نفر جمعیت دارد و ۵۰۰ متر بالاتر از سطح دریا واقع شده‌است.